# Maritgen Jans
Maritgen Jans, kallad David Janszoon, född 1611, död 1631, var en nederländsk matros och soldat. Hennes historia blev känd redan kort efter hennes död. Fallet Jans betraktas som en av de mer notabla i fenomenet kvinnlig transvestism under nymodern tid, bland annat för att det är så detaljerat skildrat.

## Biografi
Jans var från Gorinchen, där hennes far var låssmed och hennes mor barnmorska. Sedan hon blev föräldralös uppfostrades hon av släktingar och blev till slut tjänsteflicka i Amsterdam. Efter att hon blivit avskedad och levt i misär på grund av svårigheterna att försörja sig, hade hon lämnat staden, klätt ut sig till man bakom en kyrka och därefter kallat sig David Jans. Hon hade mött Gijsbert Corneliszoon, som trodde att hon var en man och som övertalat henne att bli matros. 
Hon blev matros på skeppet Cameel under namnet David Janszoon 1628. Som matros fick hon gott omdöme för sin skicklighet och flit, och blev också uppskattad av de andra matroserna. Till utseendet beskrevs hon senare som "för söt" för att vara man, men också att hon såg bättre ut som man än som kvinna. Hon undvek alla fysiska bråk genom sin vänskap med Gijsbert Corneliszoon, som utkämpade de nödvändiga rituella slagsmålen åt henne, något som var normal sed bland sjömän, där fysiska svagare matroser ofta hade en starkare kamrat som utförde dessa uppgifter åt dem. Utanför Dunkerque överfölls skeppet av pirater, och hon deltog i försvaret av skeppet i strid. Kort därefter upptäckte Gijsbert Corneliszoon hennes kön. Hon gav honom först pengar för att hålla det hemligt. När han sedan ville ha sex med henne i utbyte mot att hålla tyst, hotade hon att begå självmord, och efter detta skall deras vänskap ha fördjupats.   
I Fort Nassau i Guinea i Afrika kunde Jans inte använda en musköt på grund av dess tyngd, men fick i stället ett gevär, något som också var normalt för mindre starka soldater. Vad som däremot väckte mer misstankar var vägran att ta av sig kläderna på överkroppen vid bad med kollegerna, och det faktum att Jans inte hade samlag med svarta kvinnor och därför misstänktes för onani. Under tjänstgöringen i fortet blev Jans populär då hon även vårdade sårade och utförde sömnad åt kollegerna. Jans biologiska kön upptäcktes under en sjukdom. Som seden var, bar hon skjorta i sängen, men då denna under sjukdomen blivit smutsig och hon var för svag för att byta den själv, beslöt hennes kolleger för att göra henne en tjänst genom att byta den åt henne. När de gjorde det, upptäcktes hennes bröst och Jans var avslöjad.  
Maritgen Jans fick genast ett eget rum. Hon var då den enda vita kvinnan i besittningen och betraktades som ett problem, och befälhavaren beslöt att hon måste bli gift så snabbt som möjligt för att ansvaret för henne skulle falla på någon annan. Män fick därför besöka henne på hennes sjukläger för att hon skulle kunna välja någon av dem, och när hon tillfrisknat gifte hon sig med ämbetshavaren Jacques le Fièvre. Hon blev dock änka efter bara några veckor, och skickades då omedelbart tillbaka till Nederländerna, där hon gifte sig med en sergeant. Jans följde 1631 med sin man på ett skepp till Brasilien, men drunknade när skeppet sjönk utanför Calais.
Hennes historia skildrades kort efter hennes död i Historisch verhael och i Van de wtnementheyt des vrouwelicken geslachts (1639).